# Eissnerové z Eisensteinu
Eissnerové z Eisensteinu byli rod sklářských podnikatelů a průmyslníků původem z německého Reutlingenu. Nejvýznamnějším jeho členem byl Jan Ignác Eissner z Eisensteinu, který byl povýšen do rytířského stavu. Dalšími významnými členy rodu byli Jan Nepomuk Alois Josef Athanasius Eisner z Eisensteinu (3. září 1790 Čestín – 17. března 1856 Praha) či jeho syn Jan Nepomuk Alois Josef Athanasius (* 17. února 1823 Načeradec).
Před polovinou 19. století rytíři z Eisensteinu koupili několik menších statků: v roce 1831 Filipov, v roce 1835 Prčice a Uhřice, v roce 1839 koupili Březinu. Tamější zámek upravili v roce 1893 do pseudorenesančního stylu. Tato česká větev přestala užívat původní jméno Eissner a užívala pouze predikát.
Byli spřízněni s Hartmany z Hartenthalu (s větví obývající Načeradec) nebo s Boleslavskými z RittersteinuVáclav Ignác Eissner z Eisensteinu